# Sveriges Radio Förvaltnings AB
Sveriges Radio Förvaltnings AB (SRF) är ett serviceföretag som ansvarar för gemensamma service- och stödfunktioner för de tre programbolagen SVT, SR och UR samt övriga företag inom public service-gruppen. SRF ägs av de tre programbolagen. 
SRF är även fastighetsägare – i Stockholm, Göteborg och Umeå där SVT, SR och UR bedriver programverksamhet. 
Exempel på verksamhet::18m53s
- Förvaltning av fastigheter
- Researchavdelning
- Administration av friskvård